# So Far, So Good... So What!
So Far, So Good… So What! — третій студійний альбом американської треш-метал групи Megadeth, який вийшов 1988 року на лейблі Capitol Records. В англійських чартах альбом добрався до 18 місця, а в Америці до 28-го. Але критики доволі прохолодно відреагували на цю платівку, багато хто вважав цю роботу групи великим розчаруванням порівняно з двома попередніми альбомами.
У 2004 році вийшло перевидання, яке включало в себе декілька бонусних треків.
Це єдина робота групи з гітаристом Джеффом Янгом і ударником Чаком Белером, які покинули групу після туру в підтримку альбому.
Пісня Anarchy in the U.K є кавер-версією на пісню британської панк-рок групи Sex Pistols. У записі цього треку взяв участь Стів Джонс, гітарист Sex Pistols.

## Список композицій
| #  | Назва                                    | Автор слів        | Автор музики               | Тривалість |
| -- | ---------------------------------------- | ----------------- | -------------------------- | ---------- |
| 1. | «Into The Lungs Of Hell»                 | (інструментал)    | Мастейн                    | 3:29       |
| 2. | «Set The World Afire»                    | Мастейн           | Мастейн                    | 5:48       |
| 3. | «Anarchy In The U.K (Sex Pistols cover)» | Джонні Роттен     | Роттен, Джонс, Матлок, Кук | 3:00       |
| 4. | «Mary Jane»                              | Мастейн, Еллефсон | Мастейн                    | 4:25       |
| 5. | «502»                                    | Мастейн           | Мастейн                    | 3:28       |
| 6. | «In My Darkest Hour»                     | Мастейн, Еллефсон | Мастейн                    | 6:16       |
| 7. | «Liar»                                   | Мастейн           | Мастейн, Еллефсон          | 3:20       |
| 8. | «Hook In Mouth»                          | Мастейн           | Мастейн, Еллефсон          | 4:40       |

## Учасники запису
- Дейв Мастейн — вокал, соло-гітара, ритм-гітара
- Девід Еллефсон — бас-гітара, бек-вокал
- Джефф Янг — соло-гітара, ритм-гітара
- Чак Белер — барабани